# Мінеральні Води
Мінера́льні Во́ди (рос. Минеральные Воды) — місто в Росії, адміністративний центр Мінераловодського району Ставропольського краю. Місто розташоване в долині річки Кума, за 170 км від Ставрополя. Населення 69,5 тис. мешканців (2023).

## Географія
Місто лежить в долині річки Кума, за 170 км від крайового центру — міста Ставрополь.

## Населення
2005 року населення міста складало 75,8 тис. осіб.

## Економіка
- Авіаремонтний завод № 411 цивільної авіації
- Маслозавод
- Завод з виробництва желатину
- Спиртозавод
- М'ясокомбінат

## Транспорт
Вузлова залізнична станція Північно-Кавказької залізниці на лінії Армавір — Прохладна з відгалуженням на Кисловодськ. У місті розташований великий аеропорт, що зв'язує район Кавказьких Мінеральних Вод з іншими регіонами Росії

## Уродженці
- Лікторас Марія (*1975) — українська та польська волейболістка.
- Некрасов Юрій Семенович (1941—2001) — український кінорежисер.